# Polyane
 (août 2020).
Améliorez-le ou discutez des points à vérifier. 
 (août 2020).
Le Polyane est une marque commerciale française déposée en 1965. C’est un terme souvent utilisé à tort comme substantif générique pour désigner du film plastique.
Polyane est une gamme de films plastiques isolants et imperméables fabriqués sur le site industriel de Bezons (Val-d'Oise). Elle est utilisée par des professionnels du bâtiment, des travaux publics et de l'agriculture.

## Historique

### Piat, pionnier de la profession (1954-1964)
Henri Piat, passionné de mécanique, trouve que les câbles de frein de sa bicyclette sont mal protégés. Il se pose alors la question de les recouvrir de polychlorure de vinyle (PVC). Mais pour obtenir le composé nécessaire, il faut trouver une entreprise qui en utilise. C’est ce que font les Établissements B., ils en injectent pour fabriquer des guidons de bicyclette. Mais les Établissements B. ne veulent pas lui vendre leur composé. Alors il achète grâce à une tierce personne les gaines de guidon pour les broyer et ainsi récupérer le composé dont il a besoin. Pour protéger ses freins, Henri Piat a dû mettre au point et réaliser une extrudeuse.
Les deux fabricants de PVC de l’époque, Rhône-Poulenc et Saint-Gobain, apprécient ce dynamisme et Piat commence à penser que recouvrir des câbles de frein et des fils électriques ne sont pas deux activités si différentes. C’est alors qu’il construit une extrudeuse à tête d’équerre pour résoudre ce problème. Celle-ci vient même concurrencer les Câbles de Lyon et son affaire marche si bien que des offres lui sont présentées. Puis il finit par vendre.
Début 1954, lors du dîner des anciens des Maristes, Piat retrouve J.-E. Mazuyer qui s’était également lancé dans les plastiques avec la création de son entreprise, la Société Plastique Soudé. Il achète des gaines à Plymouth, Laroche et La Cellophane, puis les transforme en sachets.
Les deux confrères décident de créer ensemble la Société de Transformation de Produits de Synthèse, plus célèbre sous le nom de Prosyn. Avec un capital de cinquante mille anciens francs et située rue des Forges à Saint-Étienne, Piat détient 60 % des parts, Mazuyer en possède 40 %.
Pendant huit ans, l’entreprise se développe considérablement. C’est en 1954, lors d’un voyage à Atlantic City, capitale de l’emballage, à l’occasion du « Packaging Show », que Piat se forge une idée sur le matériel à utiliser pour lancer Prosyn. Il se tourne alors vers l’Italien L. Bandera pour lui acheter une extrudeuse du même nom, machine trois fois moins chère que celle proposée par les Américains, et deux fois moins chère que celle des Allemands. Pour l’acquérir, il engage presque la totalité du capital de Prosyn et il doit obtenir une licence d’importation.
Les difficultés des débuts de Prosyn sont d’ordres techniques, mais c’est une des caractéristiques des industries françaises pendant les années 1950. De plus, il y avait sur le marché trois concurrents principaux : La Cellophane, Plymouth et Laroche Frères.
Mais Prosyn est déjà en marche et continue de se développer. L’entreprise déménage une première fois vers la gare Châteaucreux à Saint-Etienne.

### La SNPA, l'arrivée d'un géant (1964-1999)
Dès le début des années 1950, la Société Nationale des Pétroles d’Aquitaine, faisant partie du Centre de Recherche Rhône-Alpes CRRA, s’intéresse aux polymères en créant un service spécialisé.
En 1964, c’est avec Lafarge qu’ils entrent conjointement et à parts égales dans le capital de Prosyn. Tous deux avaient un intérêt à racheter Prosyn ; Lafarge pour accroître l’étanchéité de ses sacs de ciment, la SNPA pour pouvoir développer et promouvoir l’usage des films en polyéthylène. Sous cette impulsion, l’entreprise possède sur un seul site de plus de 27 000 m2 St chamond. La production de l’entreprise passe alors de 600 tonnes en 1957 à 15 500 en 1970.
Par la suite, la SNPA (Elf Aquitaine) reprend l’intégralité du capital de Prosyn et de Polyane et dans les années 1980, la Société Nationale des Pétroles d’Aquitaine devient le groupe Elf Atochem.
Prosyn devient alors Prosyn Polyane, filiale du groupe Set, elle-même filiale d'Elf Atochem, le groupe lance une stratégie de marketing sans précédent autour de l’usage des films plastiques. Dans l’élan de cette croissance exponentielle, la marque Polyane fabriquée sur le seul site de production, Bezons (Val-d'Oise) puis à Saint-Chamond (Loire), a vu le jour en 1965. Au fil des années, la marque s’étendra à une gamme complète regroupant divers films en polyéthylène adaptés à différents usages, avec une technologie et d’une technicité plus poussées.
Elf Atochem a créé de nombreuses nouvelles applications du plastique et, pour répondre aux besoins de plus en plus croissants, le groupe a inventé de nombreux nouveaux métiers. 
L’entreprise connaît son apogée dans les années 1980, années au cours desquelles elle emploie plus de 750 personnes, 100 millions d'euros de chiffre d'affaires. Caractérisée comme une unité de développement avec trois sites de production à Bezons (Val-d'Oise), Saint-Chamond (Loire), Crosne (Essonne), elle conçoit plusieurs produits :
- film étirable ;
- sac poubelle Handy Bag;
- impression sur film plastique ;
- film agricole Polyane ;
- film technique ;
- film bâtiment.

Dans les années 1980, notamment les impressions sur films plastiques en 1985, les sacs poubelles Handy Bag en 1979, les films pour couverture de serres et le paillage agricole ainsi que la création de la société Agripolyane en 1987.

### Verdoso, le groupe industriel luxembourgeois fait son entrée dans l'Hexagone (1999-2001)
En 1999, l’entreprise n’emploie plus que 150 salariés et elle rencontre de grandes difficultés de rentabilité ; Elf Atochem cherche toujours à la vendre depuis plusieurs années. Elle réalise en 1998 un chiffre d’affaires de 230 millions de francs (35,06 millions d’euros) et dégage pourtant un résultat négatif. Sa production annuelle était de 26 000 tonnes.
Elf Atochem cède alors cette dernière au groupe industriel luxembourgeois Verdoso en 1999. Ce dernier détient 55 % du capital de la Société de Production de Films Plastiques (SPFP), qui a repris Prosyn Polyane, et les 45 % restants appartiennent à un industriel français : Jacques Valette, qui sera nommé nouveau PDG de l’entité achetée. C’est la première implantation industrielle dans l’Hexagone pour Verdoso, qui contrôle déjà le fabricant britannique de rubans adhésifs Sellotape. Son objectif principal est de développer chez Prosyn Polyane la fabrication de film pour l’industrie et l’agriculture.
Par cette vente, Elf Atochem signe son désengagement du secteur de la transformation du polyéthylène, secteur dans lequel il n’était plus en position de force. Il avait notamment déjà vendu six mois plus tôt la société Alplast, de Sainte-Marie-aux-Mines (Haut-Rhin), qui fabriquait des sacs en plastique pour la grande distribution, à Natexis Investissement.

### ADELPRO, l'intervention d'un spécialiste agricole (2001-2004)
L’entreprise est une nouvelle fois rachetée en octobre 2001 par le groupe Adelpro, spécialiste du film agricole, donnant ainsi naissance à un numéro un français,. En effet, Adelpro est une société holding regroupant trois unités de transformation du polyéthylène et ayant un capital de 5,2 millions d’euros.
Les trois entreprises constituant cette holding sont : Addem Plastiques (Firminy, Loire), l’ancienne division Agricole du groupe britannique Autobar Flexible France,, qui s’appelle à ce moment Deltalène (Sainte Sigolène, Haute-Loire) et Prosyn Polyane (Saint-Chamond, Loire).
Ce sont deux anciens cadres d’Autobar qui contrôlent alors ce groupe et ceux-ci ont à cœur de le développer sur le marché agricole et horticole français, pour les serres, l’ensilage, le paillage et la plasticulture en général.
Le groupe a alors un volume de 43 000 tonnes, un chiffre d’affaires de 55 millions d’euros et emploie 210 personnes.
Chaque unité de transformation restera indépendante juridiquement et commercialement, ce qui permettra de générer une plus grande puissance d’achat à la holding, puisque c’est un métier où la matière première pèse lourd dans le coût final de production.
En juillet 2003, le groupe fait l’acquisition de l’entreprise Ribeyron (Sainte Sigolène, Haute-Loire),. A ce moment, ADELPRO représente un volume de production de 66 000 tonnes, un chiffre d’affaires de 94 millions d’euros et emploie 296 personnes. Elle devient le numéro un français et l’un des acteurs principaux dans la conception et fabrication de films agricoles. Son activité peut se diviser en quatre catégories :
- films agricoles 50 % ;
- films techniques 20 % ;
- sacherie 20 % ;
- films bâtiments 10 %.

Prosyn Polyane prévoit un chiffre d’affaires de 70 millions d’euros lors de son rachat en 2001 et l'entreprise change de nom et devient Polyane.

### Prolene, et l'incapacité à rembourser les dettes (2004-2006)
Adelpro étant en redressement judiciaire depuis novembre 2003, le tribunal de commerce de Saint-Étienne décide d’arrêter les activités du groupe. L’activité des sacs poubelle, des films techniques et des sacs de sortie de caisse avait déjà été cédée en mai à l’entreprise Ribeyron SAS.
Afin de ne pas faire complètement cesser l’activité du groupe, le tribunal accepte de garder Deltalène et Polyane ensemble, et la nouvelle société s’appellera Prolène et sera dirigée par Jacques Valette, ancien PDG de l’entité détenue par le groupe Verdoso.  
Jacques Valette s’engage alors à rembourser sur huit ans toutes ses créances et les estimations de production de ce dernier s’élèvent à quarante millions d’euros.
Malgré ces prévisions, l’entreprise est restée placée sous observation par un mandataire judiciaire et celle-ci avait ordre d’attendre l’accord du tribunal pour chacun de ses achats.
L’entreprise ne pouvant pas honorer ses dettes, elle se retrouve au bord de la faillite. C’est alors que plusieurs propositions de rachat sont faites par des grands de la profession : Plastika Kritis, Hyplast et Ginegar. Ces deux derniers comprennent qu’ils ne feront pas le poids seuls face au groupe grec. Ils choisissent alors de s’allier pour affronter celui-ci, mais le tribunal rend sa décision et opte pour la proposition de rachat de Plastika Kritis.

### Rachat par Plastika Kritis (2006-aujourd'hui)
Plastika Kritis est l'un des principaux producteurs européens de masterbatches et de films agricoles. Il a une orientation internationale avec des sociétés affiliées en France, en Roumanie, en Pologne, en Russie, en Turquie et en Chine et exporte vers plus de soixante pays. Il est coté à la Bourse d'Athènes depuis 1999.
En 2006, Plastika Kritis a acquis les actifs de deux producteurs de films agricoles français, Polyane et Deltalène, et les a réunis dans la société Agripolyane.
Aujourd’hui[Quand ?], Agripolyane créée en 1987 par la société Holding Set (Elf Atochem), reprend l'activité et le savoir-faire de Polyane.